# Parque Natural da Serra de Huétor
O Parque Natural da Serra de Huétor é um parque natural situado na província de Granada, Andaluzia, sul de Espanha. Além da serra que lhe dá o nome, abarca também a serras vizinhas de Alfaguara, Cogollos, Diezma, Beas e os contrafortes meridionais da serra Arana (ou Harana). Ocupa uma área de 12 127 hectares, onde vivem cerca de 10 000 habitantes, nos municípios de Alfacar, Beas de Granada, Cogollos Vega, Diezma, Huétor Santillán, Nívar e Víznar.
O parque foi legalmente criado pela Lei 2/1989 de 18 de julho e situa-se poucos quilómetros a nordeste da cidade de Granada, sendo um destino popular de passeios de fim de semana dos granadinos. De alguns pontos do parque a vista é magnífica, nomeadamente para a Serra Nevada, a serra mais alta da Península Ibérica, situada a sul. Há diversos miradouros, sendo os mais populares os de Víznar, Huétor Santillán e o "Mirador de Sierra Nevada", no município de Diezma. O parque é atravessado pela autoestrada A-92 que liga Granada a Guadix, que o corta ao meio.

## Topografia
Em termos geológicos, as montanhas fazem parte do Sistema Bético, dominado por rochas do Cenozoico ou Mesozoico. As altitudes médias vão dos 1 000 na zona sul e os 1 600 m na zona norte. A altitude máxima das montanhas de calcário varia desde os 1 100 m até aos 1 889 m do Peñón del Majalijar, dando origem a uma variedade de climas e habitats. O cume mais alto da região é o Peñón de la Cruz, com 2 027 m, mas encontra-se fora dos limites do parque, na serra Arana. Outros cumes importantes do parque são o Peñon de la Mata (1 669 m) e o Peñon Grande (1 713 m). As montanhas apresentam características geológicas dramáticas, como penhascos, ravinas estreitas, grutas (como a Cueva del Agua) e nascentes, e nelas nascem os rios Darro e Fardes. Este último é abundante em trutas e é popular entre os pescadores desportivos.

## Atividade humana
Durante a época muçulmana, a nascente mais famosa da serra de Huétor, a Fuente Grande, em Alfacar, foi utilizada na época muçulmana para abastecer o bairro de Albaicín, em Granada, através dum canal de irrigação (acéquia) que ainda hoje existe, a acéquia de Aynadamar. Vestígios da história mais recente podem ser vistos na forma de trincheiras e fortificações usadas pelas tropas nacionalistas que defenderam Granada durante a Guerra Civil Espanhola, nomeadamente no Cerro de Maúllo.
O palácio neoclássico de El Cuzco, em Víznar, está classificado como Bem de Interesse Cultural. Há um centro de visitantes em Puerto de Lobo, perto de Víznar, que tem uma área de piquenique e uma área fechada com aves, veados e cabras-montês (Capra pyrenaica). Em Las Mimbres há um centro de recuperação de animais em perigo. Há zonas de parques de campismo em Alfacar e Huétor-Santillán. Destas localidades há vistas estupendas sobre a Serra Nevada, a leste e sul. A generalidade dos terrenos é acessível a caminhantes através de pistas caminhos florestais.
Uma das atrações turísticas do parque é o Arboretum La Alfaguara, um arboreto que era um antigo viveiro florestal que fornecia as árvores, sobretudo coníferas, usadas na reflorestação de toda a serra de Huétor.

## Flora

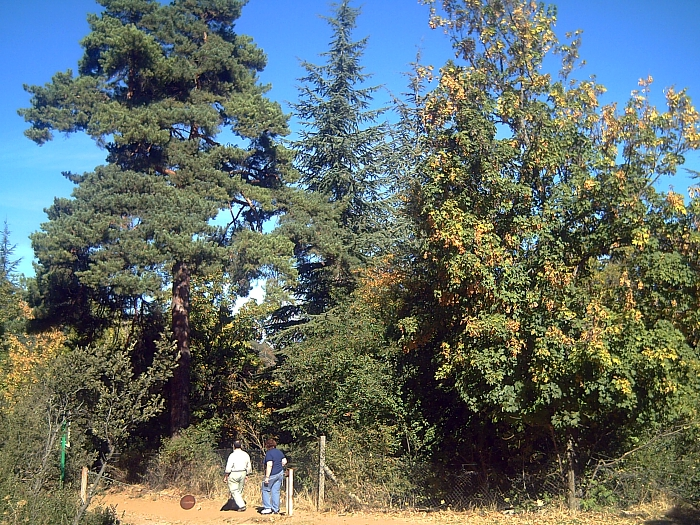
Arboretum La Alfaguara

Originalmente, e até há 500 ou 1000 anos, as serras estavam cobertas de florestas de azinheira, carvalho e peónia. Essas florestas foram em larga medida derrubadas para agricultura e produção de carvão vegetal, o que causou erosão. Num esforço para estabilizar a terra, no século XX foram plantados pinheiro-de-alepo e larício, que atualmente são as árvores dominantes. Outras espécies de perenifólias menos comuns incluem o pinheiro-bravo, cedro-do-atlas e abeto espanhol. Na parte norte há florestas de caducifólias com azinheiras nativas, carvalho-anão e bordos. Nas zonas menos expostas ao sol tamb+em se encontra carvalho-negral e Adenocarpus decorticans. Os bosques de carvalho situados a maior altitude albergam espécies arbustivas debaixo das árvores como bérberis (Berberis hispanica), giesta (Erinacea anthyllis) e vários tipos de rosa-canina (Rosa canina e Rosa corymbifera), além de outras espécies angiospérmicas mais pequenas.
Outras espécies presentes são a Fumana thymifolia e várias espécies de cistos, como Cistus clusii, o Helianthemum lavandulifolium ou ainda, nas encostas mais elevadas, debaixo das azinheiras, o Helleborus foeticus. São também comuns a madressilva (Lonicera hispanica), folhado (Viburnum tinus) e adonis amarelo (Adonis vernalis granatensis). No inverno é possível encontrar Crocus nevadensis, endémico da vizinha Serra Nevada.

## Fauna
A borboleta azul Lysandra bellargus alfacariensis, identificada pela primeira vez na Serra de Huétor, é endémica da região. Em 2002 o parque foi classificado como Zona de Protecção Especial para aves. Há chapins, piscos, tentilhões, diversas outras aves canoras e membros da família Emberizidae nas zonas rochosas mais altas. Entre as aves de rapina podem citar-se a águia-real, águia-pequena, bútios, açor, mocho-galego e aluco.
Nos répteis há a assinalar a cobra-de-escada, cobra-rateira, víbora-cornuda, além de muitas espécies de lagartos. Há muitas mamíferos adaptados a diversos habitats, como a raposa, coelho, mustelídeos (como fuinhas e doninhas), gineta, texugo, gato-bravo, javali e íbex espanhol (Capra pyrenaica hispanica). Nas árvores vivem populações saudáveis de esquilo-vermelho e Gliridae. No chão da floresta vivem ratos-do-campo.